# Jurij Kurnenin
Jurij Anatol'evič Kurnenin (in bielorusso Юрьıй Анатолевіч Курненін?, in russo Юрий Анатольевич Курненин?, traslitterazione anglosassone: Jurij Anatolyevich Kurnenin; Orechovo-Zuevo, 14 giugno 1954 – Minsk, 30 luglio 2009) è stato un calciatore e allenatore di calcio sovietico dal 1991 bielorusso.

## Biografia
Kurnenin scomparve all'età di 55 anni, morì nel sonno nelle prime ore del 30 luglio 2009.

## Carriera[1]

### Giocatore
Kurnenin iniziò la carriera alla Dinamo Mosca, ma si fece conoscere negli 11 anni di permanenza alla Dinamo Minsk, che nel 1982 divenne la prima (ed unica) squadra bielorussa a vincere il titolo sovietico. Nel corso della carriera, Kurnenin passò dal ruolo di centrocampista a quello di trequartista e nella stagione del titolo mise a segno una memoriabile tripletta nel 3-2 sul Kairat Almaty. In seguito entrò nella storia della Dinamo segnando il primo gol della squadra in Europa nell'1-0 contro il Grasshopper al primo turno di Coppa dei Campioni (settembre 1983).

### Allenatore
La carriera da allenatore di Kurnenin iniziò al KIM Vitebsk (campionato cadetto sovietico) nel 1989 e proseguì alla Dinamo Brest. Con questa squadra raggiunse il terzo posto nella prima edizione del campionato bielorusso (1992). Quindi, allenò in Russia, in Siria e in Oman, portando la nazionale siriana alle fasi finali della Coppa d'Asia 1996. Nel 1999 tornò in Bielorussia per riportare la Dinamo ai vertici in campionato, ma non fu in grado di ripetere i successi da giocatore essendo esonerato a metà della stagione 2000. Seguirono le panchine del Černomorec Novorossijsk e dello Šachcër Salihorsk e un altro breve periodo alla Dinamo nel 2003. Nel giugno 2009 portò la Bielorussia Under-21 al campionato europeo di categoria in Svezia, per la seconda volta nella sua storia.

## Palmarès

### Giocatore

#### Competizioni nazionali
- Campionato sovietico: 1

Dinamo Minsk: 1982